# Paweł Jan Sapieha
Pour les articles homonymes, voir Paweł Sapieha et Sapieha.
Paweł Jan Sapieha, né en 1609 - mort le 29 décembre 1665, magnat polonais, membre de la famille Sapieha, aide de camp de Lituanie (1638), grand intendant de Lituanie (1645), voïvode de Vitebsk (1646), grand hetman de Lituanie (1656).

## Biographie
Paweł Jan Sapieha est le fils de Jan Piotr Sapieha et de Zofia Wejcherówna. Il n'a que deux ans lorsque son père meurt en 1611. Il est élevé par sa mère, puis lorsque celle-ci décède à son tour, il est placé sous la tutelle légale de son frère Andrzej.
En 1633, il participe aux batailles de la guerre de Smolensk, sous le commandement de Krzysztof Radziwiłł. Le 22 mars 1634, il est grièvement blessé au siège de la forteresse de Bely. En 1635 il fait son entrée à la Cour. Avec le soutien de la reine de Pologne Cécile-Renée d'Autriche, il est nommé aide de camp de Lituanie, le 14 février 1638.
Lors de l'Élection libre (en) de 1648, il soutient la candidature de Jan II Kazimierz Vasa et la mobilisation contre le Soulèvement de Khmelnytsky. En 1649, il participe à la Sejm de couronnement à Cracovie. Dans la même année, il est élu président du Tribunal de Lituanie.
Sapieha participe à la bataille de Berestechko contre les Cosaques en 1651. En août 1653, il est nommé staroste de la province de Smolensk, mais ne voulant pas prendre la responsabilité d'une forteresse menacée par la Russie, il refuse cette nomination. En 1654, en désaccord avec le grand hetman Janusz Radziwiłł il ne joint pas ses troupes à celles de l'armée lituanienne, préférant lutter de son côté contre le soulèvement.
Après l'invasion de la République par les Suédois auxquels s'est rallié le grand hetman Janusz Radziwiłł, Sapieha se retrouve à la tête de la noblesse et d'une partie de l'armée lituanienne restés fidèles à Jean II Casimir qui le nomme, en mars 1656, voïvode de Vilnius et grand hetman de Lituanie.
Sapieha écrase l'armée de Radziwiłł à Janów Podlaski, le 12 mars, mais il ne parvient pas à stopper l'armée de Charles X Gustave qui se dirige vers Varsovie. En juillet, malgré les renforts de Jan Kazimierz, les armées polonaises et lituaniennes sont vaincus à la bataille de Varsovie et doivent battre en retraite. Après cette défaite, les relations se tendent entre le grand hetman de Lituanie et le roi qui favorise désormais l'hetman Wincenty Gosiewski. Sapieha, qui entend garder ses prérogatives sur son subalterne, écrit au roi plusieurs lettres de protestation.
Après s'être emparé du château de Tykocin (en) le 27 janvier 1657 Sapieha exige du roi le paiement des arriérés de salaire de son armée, ainsi que les prérogatives complètes de grand hetman. En guise de réponse, le roi partage le commandement de l'armée entre les deux hetmans. Sapieha décide alors d'entamer des négociations pour une paix séparée avec l'électeur Frédéric-Guillaume Ier de Brandebourg et se retire temporairement de la guerre.
Dans la seconde moitié de l'année 1658, Sapieha s'oppose à la politique de rapprochement avec la France. Le grand hetman voit plutôt l'avenir du côté de l'Autriche. En outre il n'a encore reçu que la moitié des frais engagés pour son armée dans les campagnes précédentes. Sur l'ordre du roi, il prend néanmoins part à l'expédition d'automne contre l'armée de Moscou. En octobre les armées lituaniennes sont vaincues à la bataille de Verkiai. Gosiewski est capturé. Sapieha tente de profiter de la situation pour reprendre le commandement de l'armée de Gosiewski, tout en en confiant une partie au grand garde de Lituanie Samuel Kmicic (pl). Cette mesure, mal prise par le roi qui accuse Sapieha de vouloir précipiter la perte de son hetman favori ne fait que refroidir encore davantage les relations entre le roi et le grand hetman qui réclame maintenant 730 000 zł à titre d'indemnité supplémentaire pour les frais engagés dans la guerre.
Au tournant de l'année 1659-1660, Sapieha est le commandant en chef de l'armée qui tente de s'opposer à l'offensive du prince russe Ivan Khovanski, mais ne parvient pas à l'empêcher d'attaquer et incendier la ville de Brest. Jan II le blâme très sévèrement pour cet échec et confie le commandement de l'armée à Aleksander Połubiński.
En avril 1660, une confédération des nobles, menée par Samuel Kmicic (en) défend les droits de Sapieha auprès du tribunal de Lituanie. Le grand hetman est rétabli dans son commandement. Le 28 juin, Sapieha et Stefan Czarniecki, battent l'armée russe du prince Ivan Khovanski, à la bataille de Połonka puis libèrent une grande partie des territoires occupés. Malgré ces succès, le grand hetman se rend compte que ses troupes, fatiguées et impayées depuis longtemps ne mettent plus trop d'ardeur au combat. Il se dispute à ce sujet avec Czarniecki, qui voudrait continuer d'avancer. En janvier 1661, malgré l'insistance du roi Sapieha échoue à reprendre Vilnius.
Durant l'année 1662, le grand hetman tente de trouver des soutiens auprès de Jerzy Lubomirski, fervent défenseur de la Liberté dorée et qui s'affiche comme le leader de l'opposition au roi. En juillet 1662, alors qu'il tente de négocier avec les troupes rebelles, Wincenty Gosiewski est traîtreusement capturé par Konstanty Kotowski (pl) qui est opposé à tout accord pouvant mettre fin à l'insurrection. Gosiewski est abattu le 29 novembre près d'Ostrynia. Sapieha espère récupérer le poste d'hetman de Lituanie pour un de ses partisans, mais c'est Michał Pac qui est nommé.
La campagne d'hiver 1663/1664 contre Moscou est médiocre. À l'été 1664, Sapieha tente de persuader Jan II Kazimierz de conclure une trêve avec Moscou. À la Diète de 1665, il n'accepte pas la condamnation de Jerzy Lubomirski et refuse d'utiliser contre lui l'armée lituanienne.
Paweł Jan Sapieha meurt le 29 décembre 1665.

## Mariages et descendance
Paweł Jan Sapieha épouse Zofia Zienowiczówna qui lui donne pour enfant:
- Teodora Aleksandra (1639-1678), épouse de Władysław Tyszkiewicz, puis d'Aleksander Kristup Naruszewicz (pl)
- Michał (vers 1640-?)

Il épouse ensuite Anna Barbara Kopciówna (vers 1660-1707), qui lui donne pour enfant:
- Kazimierz Jan (1637–1720), grand hetman de Lituanie
- Benedykt Paweł (vers 1643-1707), trésorier de la cour de Lituanie, grand trésorier de Lituanie, maréchal du Sejm de la République
- Franciszek Stefan (vers 1643-1686), grand écuyer de Lituanie, maréchal du Sejm de la République,
- Katarzyna Anna (vers 1651-1717), épouse de Jan Stanisław Lipski (pl) puis de Aleksander Michał Lubomirski
- Konstancja (1651-1691), épouse d'Hieronim Sanguszko (pl)
- Leon Bazyli (1652-1686), général d'artillerie, trésorier de la cour de Lituanie,